# تخته‌کوپیر
تخته‌کوپیر 
(به قره‌قالپاقی: Taxtakópir)(به ازبکی: Taxtakoʻpir) یک منطقهٔ مسکونی در ازبکستان است که در شهرستان تخته‌کوپیر واقع شده‌است. تخته‌کوپیر ۱۷٬۱۰۰ نفر جمعیت دارد و ۶۱ متر بالاتر از سطح دریا واقع شده‌است.